# Hobart International 2024
Hobart International 2024 — тенісний турнір, що проходив на кортах з твердим покриттям у місті Гобарт, Австралія з 8 січня. Належав до категорії WTA 250.

## Фінальна частина

### Одиночний розряд
Емма Наварро —  Елісе Мертенс 6–1, 4–6, 7–5

### Парний розряд
Чжань Хаоцін /  Джуліана Ольмос —  Ґо Ханю /  Цзян Сіньюй 6–3, 6–3